# Bien dans ma vie !
Pour l’article homonyme, voir Bien dans ma vie.
Bien dans ma vie ! était un magazine féminin mensuel français orienté sur le bien-être, la santé et la psychologie. Créé en 2002 par le groupe de presse Axel Springer France, il a été revendu le 29 septembre 2006 à Prisma Presse. C'est l'un des premiers magazines en France à avoir été lancé en format compact, dit aussi « city magazine ». Il est depuis également publié en format standard. En France métropolitaine, son prix de vente en kiosque est de 2 euros pour le grand format et de 1,70 euro pour le petit. 

## Contenu rédactionnel
Le magazine contient différentes rubriques sur la mode, la littérature, la musique, le cinéma, le tourisme, le sport, les sorties, les cosmétiques, la sexualité, des interviews de stars et de personnes inconnues, la nutrition, la gastronomie, des recettes de cuisine, un test de personnalité, des analyses de comportements avec l'avis d'un psychiatre, des questions santé de lectrices avec réponses de médecins, des interprétations sur les rêves, un horoscope et une numéroscopie.

## Fin du magazine
En août 2008, le groupe Prisma Presse annonce sur son site avoir décidé de cesser la parution du magazine Bien dans ma Vie et les activités qui lui étaient liées.